# پاول گوما
پاول گوما (انگلیسی: Paul Goma؛ زادهٔ ۲ اکتبر ۱۹۳۵) یک پدیدآور اهل رومانی بود.